# عبد العزيز السديري
عبد العزيز السديري لاعب كرة قدم سعودي ، يلعب في خط الدفاع في نادي رضوى.

## مسيرة اللاعب
لعب سابقاً في نادي جدة ونادي عفيف ونادي رضوى.